# NGC 964
NGC 964 = IC 1814 ist eine Spiralgalaxie vom Hubble-Typ Sab im Sternbild Chemischer Ofen am Südsternhimmel. Sie ist schätzungsweise 209 Millionen Lichtjahre von der Milchstraße entfernt und hat einen Durchmesser von etwa 130.000 Lj.

Im selben Himmelsareal befindet sich u. a. die Galaxie IC 1816.
Das Objekt wurde am 1. September 1834 von John Herschel entdeckt.